# Wilmer Torres

Wilmer Hernán Torres López, es un deportista colombiano de la especialidad de halterofilia quien fue campeón de Centroamérica y del Caribe en Mayagüez 2010.

## Trayectoria
La trayectoria deportiva de Wilmer Torres se identifica por su participación en los siguientes eventos nacionales e internacionales:

### Juegos Centroamericanos y del Caribe
Fue reconocido su triunfo de ser el décimo deportista con el mayor número de medallas de la selección de  Colombia 
en los juegos de Mayagüez 2010.

#### Juegos Centroamericanos y del Caribe de Mayagüez 2010
Su desempeño en la vigésima primera edición de los juegos, se identificó por ser el vigésimo noveno deportista con el mayor número de medallas entre todos los participantes del evento, con un total de 3 medallas:

- , Medalla de oro: 94 kg
- , Medalla de oro: 94 kg Arrancada
- , Medalla de oro: 94 kg Envión